# Thiaville-sur-Meurthe
Thiaville-sur-Meurthe is een gemeente in het Franse departement Meurthe-et-Moselle (regio Grand Est) en telt 497 inwoners (2005). De plaats maakt deel uit van het arrondissement Lunéville.

## Geografie
De oppervlakte van Thiaville-sur-Meurthe bedraagt 4,5 km², de bevolkingsdichtheid is 110,4 inwoners per km².
De onderstaande kaart toont de ligging van Thiaville-sur-Meurthe met de belangrijkste infrastructuur en aangrenzende gemeenten.

## Demografie
Onderstaande figuur toont het verloop van het inwonertal (bron: INSEE-tellingen).